# 第二台
第二台（冰島語：Stöð 2）是「Sýn」媒體公司一條於1986年開播的電視頻道，為冰島第一條私營電視頻道，終結了之前一直由冰島國家廣播公司壟斷當地電視服務的情況。此外這條頻道也是北歐第二條私營電視頻道，僅次於芬蘭的「MTV3」，而其播放內容則包括新聞、戲劇、真人秀、動畫和綜藝等各類節目。